# Hagrid's Magical Creatures Motorbike Adventure
Hagrid's Magical Creatures Motorbike Adventure è un ottovolante in acciaio a lancio multiplo. Realizzata da Intamin, l'attrazione è stata aperta il 13 giugno 2019.
L'attrazione ha sostituito Dragon Challenge, delle montagne russe intrecciate chiuse il 4 settembre 2017. Al giorno dell'apertura si sono registrati tempi di attesa fino a 10 ore per salire sull'attrazione.
L'attrazione è stata scelta come miglior nuova attrazione degli Stati Uniti d'America del 2019, anno della sua apertura.

## Storia
I lavori di costruzione dell'attrazione iniziarono nel gennaio 2018, quando fu completata la demolizione della precedente attrazione Dragon Challenge. Si stima che furono piantati più di 1 200 alberi per creare il bosco che avrebbe rappresentato il tema della Foresta Proibita.
La salita dell'attrazione è stata iniziata nel maggio 2018, ed è stata completata poche settimane dopo. Ad agosto dello stesso anno i lavori continuavano, con la costruzione di parte del tracciato. Ad ottobre, invece, era stata costruita la capanna di Hagrid e sono stati piantati numerosi alberi, prima del completamento del tracciato. Il 17 dicembre 2018 è stata posizionata sui binari la prima vettura completamente coperta, composta da 7 carrozze, in attesa della fase di collaudo.
Il 21 febbraio 2019 la Universal Orlando ha annunciato maggiori dettagli sulle nuove montagne russe, incluso il nome, il design della vettura e la data di apertura, il 13 giugno 2019. I test sono iniziati poco dopo, il 26 febbraio 2019.
Robbie Coltrane, che ha interpretato Rubeus Hagrid nei film di Harry Potter e nelle attrazioni dei parchi a tema, ha interpretato nuovamente il ruolo per l'esperienza pre-spettacolo e di giro sulle montagne russe. Le riprese si sono svolte ai Warner Bros. Studios. La cerimonia di apertura dell'attrazione si è svolta l'11 giugno 2019 con la presenza degli attori di Harry Potter Evanna Lynch, Warwick Davis, Tom Felton, Rupert Grint e James e Oliver Phelps. Robbie Coltrane non ha potuto partecipare per via di problemi di salute, tuttavia ha registrato dei videomessaggi per l'occasione.

## Descrizione
Descritta come uno "story coaster", l'attrazione consiste in un viaggio attraverso la Foresta Proibita, incontrando le creature magiche di Harry Potter, come 20 folletti della Cornovaglia di circa 30 cm, il cane a tre teste Fuffi e un unicorno.
Le vetture dell'attrazione sono simili alla motocicletta di Hagrid, originariamente di proprietà di Sirius Black, apparsa nel primo e nel settimo film della serie. Ci sono sette file su ogni treno, e ogni fila può ospitare due passeggeri, uno sulla motocicletta stessa e uno nel sidecar. Ogni moto è dotata di altoparlanti che forniscono una tematica all'attrazione, simile a The Incredible Hulk Coaster e Hollywood Rip Ride Rockit, con una colonna sonora ispirata alle composizioni dei film di Harry Potter, in particolare a quelle di John Williams.
L'attrazione raggiunge una velocità massima di 80 km/h ed è dotata di una caduta verticale a caduta libera. Infine, è la montagna russa più lunga della Florida.

### Coda
La coda esterna è la stessa della precedente Dragon Challenge, ad eccezione di pochi elementi. I passeggeri entrano nella Foresta Proibita passando sotto l'ingresso ad arco, dove incontrano dei cartelli lungo il percorso. Avvicinandosi a un lungo tratto di tornanti si trovano capanne, campi di zucche e attrezzature agricole, poi, dopo aver superato un roseto, si attraversa il ponte e si accede a un castello. A questo punto si entra in una stanza con gabbie e diversi murales, come quello che rappresenta Fierobecco. Camminando lungo il corridoio si nota anche un murales del Club dei Duellanti, che rende omaggio alla precedente attrazione Dragon Challenge. Dopodiché i passeggeri si dirigono in una stanza a tornanti con un caminetto, pezzi di legno, stoviglie e impronte di salamandra. A questo punto c'è un altro ripostiglio contenente uova di drago e altri murales. I passeggeri passano lungo un'area di studio con clessidre, libri, bilance e altri oggetti, e possono trovare diverse carte con creature, inclusi unicorni, folletti della Cornovaglia, manticore, oltre al Libro dei Mostri. Quindi i passeggeri percorrono alcuni corridoi bui: avvicinandosi all'imbarco vedono un sedile di prova e uno schermo che mostra le istruzioni di sicurezza. Dopo un'altra zona di curve, i passeggeri entrano nella stazione, dove stanno su un nastro trasportatore in movimento e salgono sulle vetture.

### Tracciato

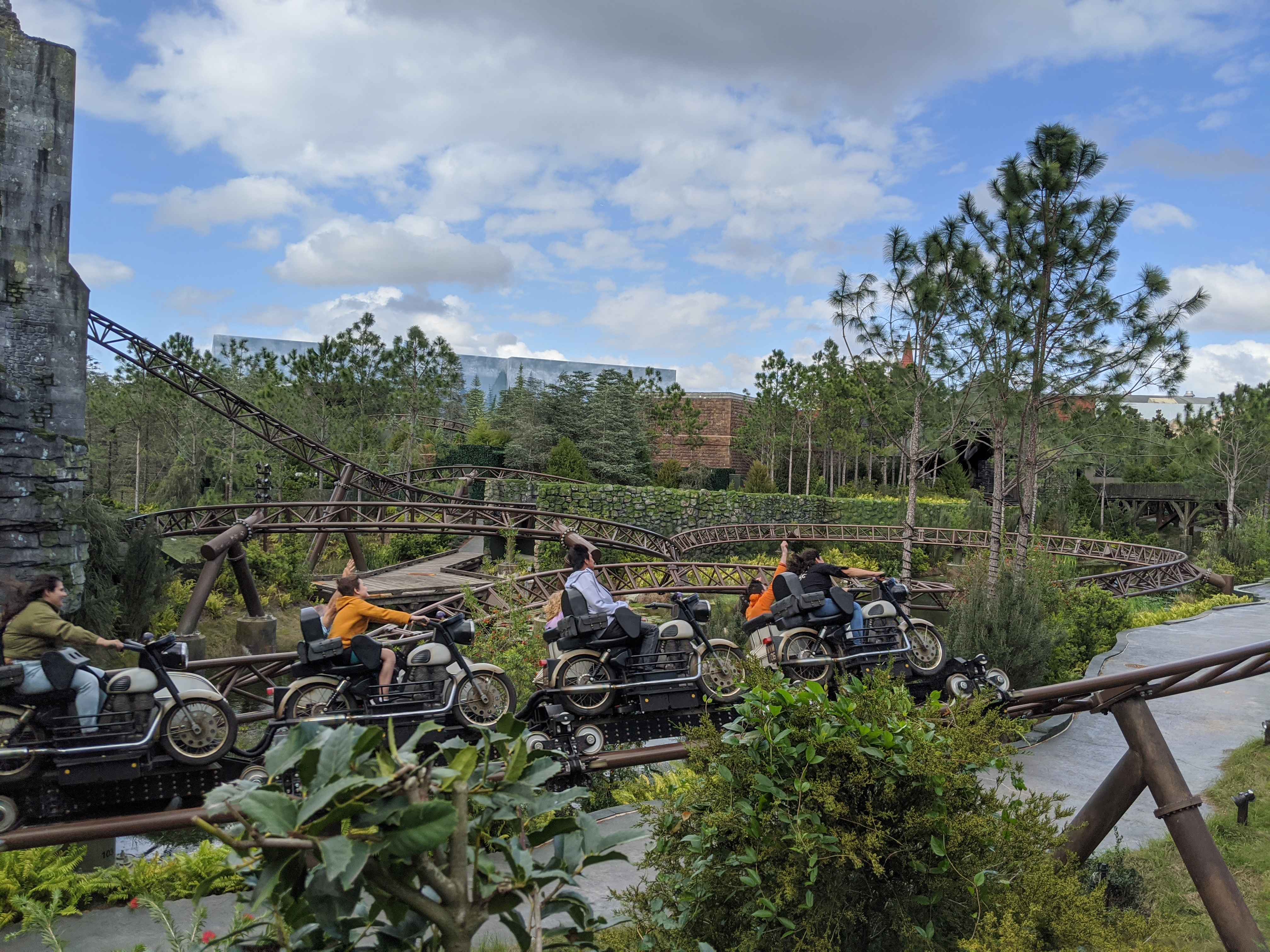
Veduta della vettura e del tracciato dell'attrazione dalla coda esterna.

La corsa inizia svoltando a destra appena usciti dall'area di imbarco. Successivamente si trovano i primi due lanci: il primo fa accelerare da 0 km/h a 32 km/h in 1,2 secondi e il secondo da 35 a 48 km/h in 1,5 secondi. Una volta che le vetture giungono alla capanna di Hagrid, uno Schiopodo (una creatura magica) spruzza del fumo sui passeggeri, mentre Hagrid dice loro che riprenderanno il resto della lezione più tardi. 
Dopo una curva verso destra arriva il terzo lancio, che fa accelerare da 0 a 51 in 3,5 secondi. I binari passano ora vicino alla riproduzione di un castello abbandonato e, dopo una serie di curve, arrivano al quarto lancio, che fornisce alla vettura un'accelerazione da 43 a 56 km/h in 2,3 secondi. 
Durante una doppia svolta a destra, Hagrid avverte i passeggeri che le motociclette sono fuori controllo e stanno volando nella Foresta Proibita. La vettura poi svolta a destra e rallenta tramite dei freni: Fuffi, il cane a tre teste, si trova sul lato sinistro. La vettura svolta a sinistra e accelera da 34 a 66 km/h in 2,1 secondi. Passando in un tunnel, i passeggeri possono osservare un gruppo di folletti della Cornovaglia che hanno preso il controllo della Ford Anglia volante di Arthur Weasley. Dopo il tunnel la vettura sale su un picco verticale alto 20 metri e inclinato di 70 gradi, prima di perdere velocità e cadere all'indietro.
A questo punto, accelerando da 60 a 71 km/h in 1,7 secondi, la vettura attraversa un altro tunnel e la zona oscura della Foresta Probita, supera un centauro e si ferma nei tentacoli del Tranello del Diavolo. Hagrid incoraggia i passeggeri a pronunciare l'incantesimo "Lumos Solem", che li farà cadere per 5,2 m in una grotta piena di Schiopodi luminosi. Le vetture escono dalla grotta e si avvicinano al lancio finale, accelerando da 0 a 80 km/h in 4 secondi.
Durante questo lancio, ai passeggeri viene detto di premere il pulsante davanti a loro per espellere il soffio di fuoco del drago. Gli effetti della nebbia iniziano ad apparire in linea retta vicino ai binari. Le vetture effettuano una svolta a sinistra e superano una telecamera, che scatta foto ai passeggeri. Successivamente, la vettura svolta a destra prima di fermarsi al castello abbandonato, dove vengono avvistati un unicorno e il suo puledro. Mentre la vettura rallenta nell'area di sbarco, Hagrid ringrazia i passeggeri e chiede loro di non raccontare a nessuno a Hogwarts l'esperienza vissuta.

## Incidenti
Il 2 ottobre 2019 l'attrazione è stata temporaneamente chiusa dopo che uno sciame di api mellifere l'ha circondata.
L'11 agosto 2020 è scoppiato un piccolo incendio in una zona dell'attrazione, provocando un'evacuazione che non ha portato a feriti. L'incendio fu prontamente spento, ma l'attrazione rimase chiusa i due giorni seguenti.

### Problemi tecnici
L'attrazione "è stata colpita da problemi di inattività sin dal primo giorno" ed è stata citata come "una delle più inaffidabili nell'intero settore dei parchi a tema". Per alcuni mesi l'attrazione non è stata disponibile per circa la metà del tempo in cui il parco era aperto, ma la Universal non ha dichiarato pubblicamente quali fossero i problemi.